# La colpa (film 1962)
La colpa (破戒?, Hakai) è un film del 1962 diretto da Kon Ichikawa.